# 别译杂阿含经
《別譯雜阿含經》為《雜阿含經》的別譯本，共二十卷（《大正藏》分作十六卷，二誦，三六四經），其內容相當於《雜阿含經》〈八眾誦〉的全部偈頌，以及〈如來所說誦〉的一部分。

## 版本
《別譯雜阿含經》《大正藏》編號為T100，歷代佛經目錄記載作二十卷，《大正新脩大藏經》遵從《高麗藏》作十六卷。十六卷的版本保有「三十一首」攝頌，現存的二十卷本則遺佚其中一首（攝頌未含攝 260經），並少收錄258-267等十經。
其經題別譯二字，應為後人所加。《出三藏記集》與《眾經別錄》(敦煌寫卷 P. 3848)沒有本經的紀錄，本經最早的記載出自法經的《眾經目錄》，和費長房的《歷代三寶紀》，列入失譯。經文夾注寫「秦言」，又以如是我聞開頭，應為鳩摩羅什同時代或時代稍後的譯者。辛嶋靜志認為就別譯雜阿含的語言特徵而言，大約是譯於 420 年至450 年之間。

## 考證
關於《別譯雜阿含經》屬於何種部派，有許多分歧的意見，而沒有定論。
最早提出推斷的，是古代日本僧人法幢，在《俱舍論稽古》中主張為飲光部。水野弘元認為是法藏部或化地部。印順認為五〇卷本是說一切有部的誦本，次第與二〇卷本相近，飲光部與說一切有部教義接近，又從說一切有部分化而出，傾向認為是飲光部。
榎本文雄等認為是說一切有部。馬德偉（Marcus Bingenheimer）主張不應把別譯雜阿含歸於飲光部，因為法幢的論證有問題，又以五十卷本和二十卷本在帝釋相應的次第上相近，傾向認為是說一切有部。辛嶋靜志認為不是說一切有部，因為在說一切有部的《雜阿含經》中，描述阿那律早上誦雜藏中諸偈頌之處，別譯雜阿含的對應文句是用法句偈，而非用說一切有部慣用的憂陀那稱呼，並主張是化地部。

## 外部連結
- Bingenheimer, Marcus.  (PDF).   [2018-05-30]. （原始内容存档 (PDF)于2020-08-12）.
- Bucknell, Roderick.  (PDF).   [2018-05-30]. （原始内容存档 (PDF)于2020-09-21）.
- Bucknell, Roderick.  (PDF).   [2018-05-30]. （原始内容存档 (PDF)于2020-11-23）.
- 蘇錦坤. .   [2018-05-30]. （原始内容存档于2020-06-09）.
- 蘇錦坤. .   [2018-05-30]. （原始内容存档于2020-06-09）.
- 蘇錦坤. .   [2018-05-30]. （原始内容存档于2021-11-14）.
- 蘇錦坤.  (PDF).   [2018-05-30]. （原始内容 (PDF)存档于2020-11-23）.